# Pozycje stóp w tańcu klasycznym
Pozycje stóp w tańcu klasycznym – podstawowe (obok pozycji rąk) elementy tańca klasycznego.
Pięć podstawowych pozycji stóp zostało określonych przez baletmistrza Pierre'a Beauchampa pod koniec XVII wieku. Dwie kolejne pozycje wprowadził Serge Lifar, w czasie, gdy był baletmistrzem w Operze Paryskiej; są one obecnie wykorzystywane głównie w jego choreografiach.
Pozycja pierwszaStopy są ustawione w jednej linii, pięty są złączone, a palce skierowane w przeciwnych kierunkach.
Pozycja drugaStopy są również ustawione w jednej linii, z palcami skierowanymi w przeciwnych kierunkach, przy czym pięty znajdują się w odległości ok. jednej stopy od siebie.
Pozycja trzeciaPalce stóp skierowane są w przeciwnych kierunkach, podobnie jak w pozycji pierwszej. Jedna stopa stoi przed drugą w ten sposób, że patrząc z przodu widzimy dwie kostki jedna za drugą. Według niektórych szkół pięta stopy stojącej z przodu może być nieco bliżej palców stopy tylnej, tzn. przednia pięta może stać w połowie tylnej stopy.
Pozycja czwartaPalce stóp są również skierowane w przeciwnych kierunkach, ale stopy ustawione są w dwóch liniach. Patrząc z przodu, widzimy jedną stopę ustawioną za drugą – za palcami przedniej stopy stoi pięta tylnej i odwrotnie. Odległość pomiędzy stopami powinna być nieco większa od długości stopy.
Pozycja piątaStopy stoją jedna przed drugą, z palcami skierowanymi w przeciwnych kierunkach. Palce jednej stopy dotykają pięty drugiej i odwrotnie.
Pozycja szóstaW tej pozycji palce stóp skierowane są w tym samym kierunku, stopy stoją obok siebie, stykając się piętami i palcami.
Pozycja siódmaStopy są ustawione w dwóch liniach jak w pozycji czwartej, z tym że jedna pięta znajduje się za drugą.